# Emanuele Cardinale
Emanuele Cardinale (Matera, 7 marzo 1940 – Matera, 1º agosto 2017) è stato un politico italiano.

## Biografia
Laureato in ingegneria e dirigente di azienda, nel 1983 viene eletto deputato per il Partito Comunista Italiano nel Collegio di Potenza-Matera. Alla Camera è membro della XII Commissione (Industria e Commercio).
Nelle legislatura successiva è eletto al Senato della Repubblica nel Collegio di Matera. Al Senato è Segretario della Commissione parlamentare per la ristrutturazione e riconversione industriale e per i programmi delle partecipazioni statali, membro della 10ª Commissione permanente (Industria, Commercio e Turismo) e membro della Commissione d'inchiesta terremoti Basilicata e Campania.